# Martinet ros de la Xina
El martinet ros de la Xina (Ardeola bacchus) és una espècie d'ocell de la família dels ardèids (Ardeidae) que habita estanys, aiguamolls i camps inundats de l'Àsia oriental, l'est de l'Índia, Bangladesh, Xina meridional i oriental, Mongòlia Interior, Hainan, Myanmar, Indoxina i les illes Andaman.